# 大西啓介
大西 啓介（おおにし けいすけ、1965年- ）は、日本の実業家。株式会社ナビタイムジャパン創業者・代表取締役社長兼CEO。

## 人物
1984年、市川高等学校卒業。1988年、上智大学理工学部電気電子工学科卒業。1993年、上智大学大学院理工学研究科電気電子工学博士後期課程修了。大学では、経路探索アルゴリズムを研究し、その研究内容は学会において高く評価された。博士論文は「大規模道路ネットワークデータにおける経路探索アルゴリズム」である。大学院修了後は、祖父が創業した大西熱学に入社。研究室で環境試験装置の制御プログラム等の開発を手がけた。
インターネットの商用化が始まった1996年、大学の後輩であった菊池新（現・株式会社ナビタイムジャパン取締役副社長兼CTO）とともに、社内ベンチャーとして経路検索エンジンビジネスを立ち上げた。
1998年、モバイル向け経路探索地図描画に関するアルゴリズム及び独自データフォーマットを開発。世界初の電車、飛行機、クルマ、徒歩に至る様々な移動手段に対応したトータルナビゲーションを完成。
2000年、株式会社大西熱学から独立し、株式会社ナビタイムジャパンを設立。同社代表取締役社長兼CEOに就任。
2007年には、東京大学客員教授に就任する等、客員教授としても活躍。

## 略歴
- 1984年、市川高等学校卒業
- 1988年、上智大学理工学部電気電子工学科卒業
- 1993年、上智大学大学院理工学研究科電気電子工学博士後期課程修了後、株式会社大西熱学入社
- 2000年、株式会社ナビタイムジャパン設立、同社代表取締役社長兼CEO就任
- 2007年、東京大学客員教授
- 2009年、東京農工大学客員教授
- 2013年、上智大学客員教授